# Annie in Wonderland
Annie in Wonderland is het eerste studioalbum dat Annie Haslam van Renaissance onder eigen naam uitbracht. Het was een muzikaal uitje van de zangeres Haslam met haar vriend Roy Wood. Wood nam de productie, de arrangementen en de meeste muziekinstrumenten voor zijn rekening en schreef ook nog (mee aan) een aantal stukken. Bovendien verzorgde hij het hoesontwerp, waarbij de zangeres staat afgebeeld als in Alice's Adventures in Wonderland, waarbij een aantal figuren van Lewis Carroll en John Tenniel in karikatuur is afgebeeld. Het bleek een uitgelezen moment om het grote stembereik van de zangeres tentoon te spreiden. Renaissance speelde destijds progressieve rock, maar daar is op dit album weinig van te merken, getuige haar vertolking van “klassiekers” als If I Loved You en Nature Boy. Het album werd opgenomen in de De Lane Lea Studios toen Music Centre geheten.

## Musici
- Annie Haslam – zang
- Roy Wood – elektrische en akoestische gitaar, basgitaar, contrabas, cello, balalaika, saxofoons, drumstel, basklarinet, trompet, Afrikaanse percussie, string ensemble, moog, piano, clavinet, achtergrondzang
- Jon Camp – basgitaar (track 3, 7, 8); baspedalen, akoestische gitaar (2), achtergrondzang (8)
- Dave Donovan – drumstel (track 2 en 7)
- Louis Clark  - polymoog en strijkarrangement (track 6), koperarrangement, dwarsfluit (track 9)
- David Snell (harp), Hanwell brassband en London Welsh Male Voice Choir

## Muziek
| Nr. | Titel                                                            | Duur |
| --- | ---------------------------------------------------------------- | ---- |
| 1.  | Introlise                                                        | 0:30 |
| 2.  | If I were made of music (Camp)                                   | 4:29 |
| 3.  | I never believed in love (Wood)                                  | 3:38 |
| 4.  | If I loved you (Richard Rodgers, Oscar Hammerstein II)           | 4:38 |
| 5.  | Hunicoco (Wood)                                                  | 7:32 |
| 6.  | Rockalise (Wood)                                                 | 6:08 |
| 7.  | Nature Boy (Eden Ahbez)                                          | 4:53 |
| 8.  | Inside my life (Camp)                                            | 4;50 |
| 9.  | Going home (Antonín Dvořák, William Arms Fisher, Linda Hendrick) | 5:06 |

Introlise en Rockalise verwijzen naar het klassieke genre vocalise (zangstem zonder tekst). Rockalise refereert aan Alison Steel van radiostation WNEW-FM. Going home is een thema uit Symfonie nr. 9 van Dvořák. Het gehele album droeg ze op aan haar ouders.

## Nasleep
Buiten de fans van Renaissance was er nauwelijks interesse voor dit album. AllMusic vond het in terugblik sprookjesachtig. Het album kreeg vrij snel een Japanse release op compact disc. Ook in 2019 kwam er een heruitgave, nu bij retrolabel Esoteric Recordings, dat toen een serie van Renaissance-heruitgaven uitbracht. Menno van Brucken Fock constateerde toen dat de zang hier wat kinderlijk aan doet, maar wel loepzuiver en kristalhelder is.